# インバネスクラブ

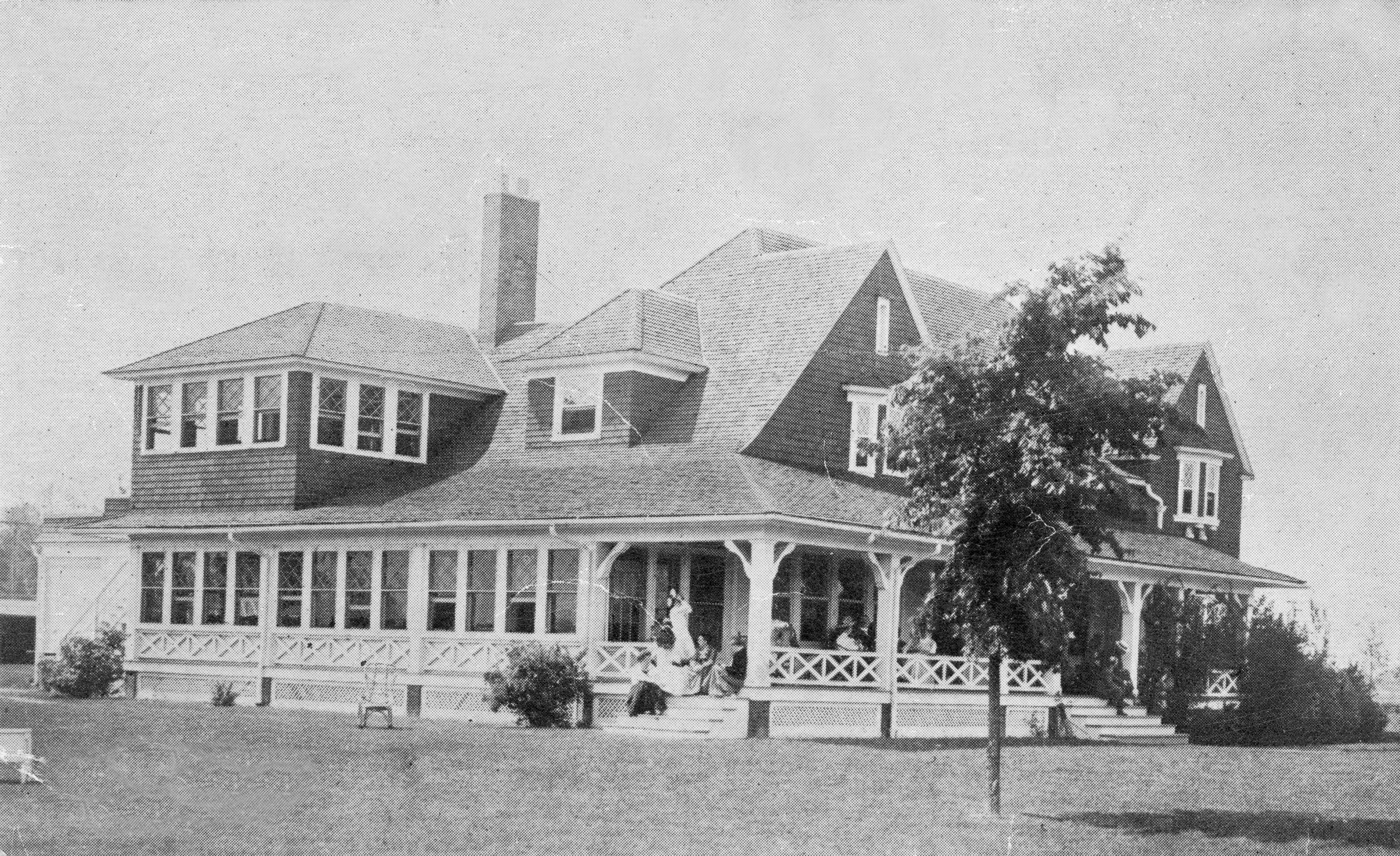
1910年撮影

インバネスクラブ (Inverness Club) は米国オハイオ州トレドにある会員制ゴルフクラブ。
1903年に創立され、4回の全米オープン、2回の全米プロの開催実績を持つ。また、全米オープン、全米アマチュア、全米シニアオープン、全米ジュニアアマを開催した唯一のクラブである。1935年から1954年にかけてはインバネスインビテーショナルフォアボール大会を開催していた。1940年から1944年の間、バイロン・ネルソンがヘッドプロを務め、ここが彼のホームコースであると認識されている。クラブ創立者であり初代会長を務めたS・P・ジャーメイン (S.P. Jermain) はライダーカップの発案者だとされている。チャンピオンシップクラスのコースは著名なゴルフ場設計家であるドナルド・ロスにより設計された。
2020年に新設される LPGA ツアー大会（ドライブオン選手権、Drive On Championship）、および2021年のソルハイムカップの開催が予定されている。 

## 歴史
1903年に創立、トレド在住の複数の金持ちが金を出し合って土地を買い、9ホールのコースを建設した。コースはその後18ホールに拡張された。1916年にドナルド・ロスに依頼してチャンピオンシップクラスのコースへの改修が完了したのは1918年だった。ロスは多くのコース設計を手掛けたが、出版されなかった彼の著書『Golf Has Never Failed Me』の中で言及されている7つのコースの一つになっている。
1920年以前の米国では、プロゴルファーの身分は「カントリークラブメンバーの召使よりもややマシ」程度にしか見られておらず、クラブハウス内に入ることを禁止されていた。20世紀初めごろよりプロによるゴルフトーナメントが行われるようになってきたが、他コースに所属しトーナメントに参加するプロでも、ホームプロと同様の扱いを受けていた。
1920年以前の段階で、変化が始まった。後日「トレドのパブリックゴルフの父」と呼ばれることになるシルバナス・ピエール・ジャーメイン (Sylvanus Pierre Jermain) は、1920年にインバネスで開催される予定だった全米オープンに先立ち、全米ゴルフ協会 (USGA) とインバネスのメンバーに対して、出場プレーヤー全員がクラブハウスに入ることを認める交渉を行った。両者ともこれに合意した。このことでインバネスは全米で初めてプロをクラブハウスに迎え入れたゴルフクラブとなった。
全米オープンが1931年に再びインバネスで開催された際、ウォルター・ヘーゲンは他のプロゴルファーらに向けて、この時インバネスが示した寛大さと勇気に対する返礼をしようと呼びかけを行った。この時贈呈された大時計は現在でもクラブハウス内で時を刻んでいる。大時計には真鍮製の銘板が張られており、そこには下記の碑文が記されている：
God measures men by what they are
Not by what they in wealth possess
This vibrant message chimes afar
The voice of Inverness
神は人の内面を見抜く
富を持つかどうかで差別しない
この活力に満ちたメッセージははるか遠くにまで響き渡る
インバネスの声
バイロン・ネルソンは1940年から1944年までインバネスクラブのヘッドプロを務めた。彼はインバネスが自分のホームコースだと考え、1945年には PGA の試合35戦で11連勝を含む18勝をあげるという記録破りの成績を残した。ネルソンを引き継いでヘッドプロとなったロイド・ガリクソンは1965年に引退するまでその職にあった。ハーマン・ラングは1941年にネルソンの最初の助手になったが、1966年から1980年までヘッドプロだった。
選手権クラスの試合開催のため、これまでに4回のコース改修が行われた。2016年、インバネスクラブはコース設計家のアンドリュー・グリーンと契約した。グリーンは旧い図面や写真を参照し、ドナルド・ロスの設計当時のコースを再現した。加えて、現代の選手権試合に相応しいようにティーの変更やバンカーの増設を行った。このグリーンによる改修で、インバネスクラブは7,700ヤードを超えるコースとなった。
インバネスクラブはゴルフウィーク誌によるトップ200クラシックコースのランクで47位、ゴルフダイジェスト誌では88位にランクされている。

## 開催トーナメント
インバネスクラブで開催された主要なトーナメントの優勝者は：
全米オープン
- 1920年 – テッド・レイ
- 1931年 – ビリー・バーク（記録保持：勝利スコア489、144ホール）
- 1957年 – ディック・メイヤー
- 1979年 – ヘール・アーウィン

全米アマチュア
- 1973年 – クレイグ・スタドラー

PGA選手権
- 1986年 – ボブ・ツエー
- 1993年 – ポール・エイジンガー

全米シニアオープン
- 2003年 – ブルース・リツキー
- 2011年 – オーリン・ブラウン

全米ジュニアアマチュア
- 2019年 – プレストン・サマーヘイズ